# Восточно-Капская провинция
Восточно-Капская провинция (англ. Eastern Cape, африк. Oos-Kaap, коса Mpuma-Koloni) — одна из провинций Южно-Африканской Республики. Образована в 1994 году из части бывшей Капской провинции, а также квазинезависимых бантустанов Сискей и Транскей. Эта провинция — основная территория народа коса, из которого произошли многие известные южноафриканцы, включая таких деятелей АНК, как президенты ЮАР Нельсон Мандела и Табо Мбеки (оба они родились именно в этой провинции).
В Восточно-Капской провинции расположена крупная конурбация Гцгебеха. Административный центр провинции — город Бишо. Крупные города — Гцгебеха, Ист-Лондон (крупный порт), Грейамстаун. Провинция остаётся одной из беднейших в ЮАР: это связано, в частности, с крайне низким уровнем жизни в бывших бантустанах Сискей и Транскей.
В городе Грейамстаун расположен старейший и самый высокий англиканский собор Южной Африки — Собор Святых Михаила и Георгия.

## География и климат
Восточно-Капская провинция граничит с Западно-Капской (на западе) и Северо-Капской провинцией (на северо-западе), с провинциями Фри-Стейт (на севере) и Квазулу-Наталь (на северо-востоке), а также с Лесото (на севере). На юге омывается Индийским океаном.
Большая часть территории провинции гориста и холмиста, высшая точка имеет высоту 3001 м над уровнем моря. Климат различается от региона к региону, для запада провинции характерен засушливый климат с достаточно холодной зимой и жарким летом. В более восточных районах климат становится более влажным и мягким, на побережье становится субтропическим. Внутренние горные районы характеризуются холодными зимами.
Одна из крупнейших рек провинции — Большой Кей.

## Административное деление

Плотность населения:
<1 /км²
1–3 /км²
3–10 /км²
10–30 /км²
30–100 /км²
100–300 /км²
300–1000 /км²
1000–3000 /км²
>3000 /км²

Языки провинции:
Африкаанс
Английский
Коса
Зулу
Сесото
Нет преобладающего языка

Регион делится на два городских округа и шесть районов:
- Городские округа
  - Бухта Нельсона Манделы (Nelson Mandela Bay)
  - Баффало (Buffalo City)
- Районные округа
  - Альфред-Нзо (Alfred Nzo)
  - Аматоле (Amatole)
  - Какаду (Cacadu)
  - Крис-Хани (Chris Hani)
  - ОР-Тамбо (OR Tambo)
  - Джо-Гцгаби (Joe Gqabi)
  - Александрия (Alexandria)

## Экономика
В Гцгебехе и Ист-Лондоне развита автомобильная промышленность. В Гцгебехе имеются сборочные линии таких кампаний как General Motors и Volkswagen; а в Ист-Лондоне — крупный завод Daimler Chrysler. В настоящее время в стадии строительства находится крупный порт в Коэга, в 20 км от Гцгебехи, который обещает стать важным фактором развития региона.
Важную роль играет сельское хозяйство. Вдоль побережья развит промышленный лов рыбы и кальмаров.

## Череп Хофмейр

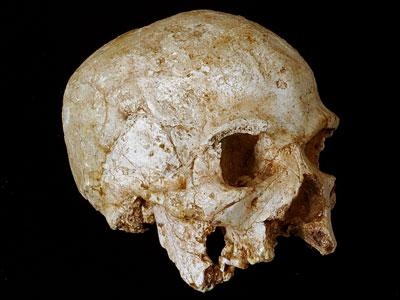
Hofmeyr Skull

Череп Хофмейр (en:Hofmeyr Skull), датируемый возрастом 36 тыс. лет, — один из очень немногих анатомически современных человеческих черепов, найденных в Африке и датированных возрастом более 20 тысяч лет. Примерно синхронен черепу Назлет Хатер 2 из южного Египта. Найден в 1952 году недалеко от городка Хофмейр. По результатам многомерных анализов череп Хофмейр более схож с европейскими верхнепалеолитическими людьми, а не с современными негроидами. Морфология позднеплейстоценового черепа Хофмейра идентифицируется как типичная для популяции, от которой произошли евразийские верхнепалеолитические современные люди. Эндокраниальный объëм черепа из Хофмейра, основанный на множественных реконструкциях, составляет 1541 ± 10 см³. Шаровидная эндокраниальная форма особи Хофмейра соответствует вариациям формы современных людей с морфометрическим сходством с верхнепалеолитическими евразийскими окаменелостями, а также с современными (южными) африканцами. Рентгеномикротомографический снимок черепа Хофмейра позволяет визуализировать полостную систему внутреннего уха правой каменистой части височной кости. Hofmeyr несколько отличается от недавних людей своей улиткой, а также размером и относительными размерами переднего полукружного канала. Последние черты, как правило, характерны для европейских образцов верхнего палеолита, а также для образцов среднего палеолита группы Кафзех-Схул. Это приводит к тому, что Хофмейр демонстрирует самое близкое сходство с этими двумя группами в многофакторном анализе.